# Сан-Джорджо-ди-Ломеллина
Сан-Джорджо-ди-Ломеллина (итал. San Giorgio di Lomellina) — коммуна в Италии, располагается в регионе Ломбардия, в провинции Павия.
Население составляет 1223 человека (2008 г.), плотность населения составляет 49 чел./км². Занимает площадь 25 км². Почтовый индекс — 27020. Телефонный код — 0384.
Покровителем коммуны почитается святой Георгий, празднование 23 апреля.

## Демография
Динамика населения:

## Администрация коммуны
- Официальный сайт: